# 21438 Camibarnett
A 21438 Camibarnett (ideiglenes jelöléssel 1998 FP122) a Naprendszer kisbolygóövében található aszteroida. A LINEAR projekt keretében fedezték fel 1998. március 20-án.